# Тиберий Клавдий Азелл (народный трибун)
Тибе́рий Кла́вдий Азе́лл (лат. Tiberius Claudius Asellus; умер после 140 года до н. э.) — римский политический деятель, народный трибун 140 года до н. э. Упоминается в источниках в связи с его столкновением со Сципионом Эмилианом.

## Биография
Тиберий Клавдий принадлежал к всадническому сословию. Он растратил существенную часть своего состояния в кутежах и поэтому пытался сделать карьеру демагога. Публий Корнелий Сципион Эмилиан во время своей цензуры в 142 году до н. э. по неизвестной причине перевёл Азелла в низшее сословие эрариев, но его коллега Луций Муммий Ахаик снова сделал Азелла всадником. Тот, добившись трибуната (в 140 году до н. э.), выступил с обвинениями против Сципиона. Суть обвинений не вполне ясна. Согласно Авлу Геллию, речь шла о «неудачном и несчастном люстре» (жертвоприношении). Судебный процесс длился не менее пяти сессий, в конце концов был вынесен оправдательный приговор.
Авл Геллий цитирует одну из речей Сципиона Эмилиана против Тиберия Клавдия.